# Chavanac
Chavanac település Franciaországban, Corrèze megyében. Lakosainak száma 49 fő (2022. január 1.). Chavanac Meymac, Millevaches, Saint-Merd-les-Oussines és Saint-Sulpice-les-Bois községekkel határos.

## Népesség
A település népességének változása:
| Lakosok száma | 67   | 48   | 34   | 63   | 53   | 52   | 51   | 50   | 50   | 49   |
|               | 1968 | 1982 | 1990 | 2006 | 2013 | 2015 | 2017 | 2019 | 2020 | 2022 |